# Мочулищенська сільська рада
Мочули́щенська сільська́ ра́да — орган місцевого самоврядування в Дубровицькому районі Рівненської області. Адміністративний центр — село Мочулище.

## Загальні відомості
- Мочулищенська сільська рада утворена в 1940 році.
- Територія ради: 78,254 км²
- Населення ради: 1 671 особа (станом на 2001 рік)

## Населені пункти
Сільській раді підпорядковані населені пункти:
- с. Мочулище
- с. Крупове
- с. Острівці

## Населення
Станом на 1 січня 2011 року населення сільської ради становило 1560 осіб. У 2017 році населення сільської ради становило 1540 осіб.
Згідно з переписом УРСР 1989 року чисельність наявного населення сільської ради становила 1675 осіб, з яких 786 чоловіків та 889 жінок.
За переписом населення України 2001 року в сільській раді мешкали 1654 особи.

### Мова
Розподіл населення за рідною мовою за даними перепису 2001 року:
| Мова       | Відсоток |
| ---------- | -------- |
| українська | 99,16 %  |
| російська  | 0,84 %   |

### Вікова і статева структура
Структура жителів сільської ради за віком і статтю (станом на 2011 рік):
| Вік   | Чоловіків | Жінок | Разом |
| ----- | --------- | ----- | ----- |
| 0-17  | 185       | 145   | 330   |
| 18-39 | 245       | 239   | 484   |
| 40-59 | 241       | 198   | 439   |
| 60+   | 116       | 191   | 307   |
| Разом | 787       | 773   | 1560  |

### Соціально-економічні показники
| Працездатне населення | Працездатне населення | Працездатне населення | Працездатне населення | Працездатне населення | Працездатне населення | Непрацездатне населення | Непрацездатне населення | Непрацездатне населення | Непрацездатне населення | Непрацездатне населення | Непрацездатне населення | Все населення |
| Чоловіки              | Чоловіки              | Жінки                 | Жінки                 | Разом                 | Разом                 | Чоловіки                | Чоловіки                | Жінки                   | Жінки                   | Разом                   | Разом                   | 1560          |
| ос.                   | %                     | ос.                   | %                     | ос.                   | %                     | ос.                     | %                       | ос.                     | %                       | ос.                     | %                       | 1560          |
| --------------------- | --------------------- | --------------------- | --------------------- | --------------------- | --------------------- | ----------------------- | ----------------------- | ----------------------- | ----------------------- | ----------------------- | ----------------------- | ------------- |
| 589                   | 38                    | 637                   | 41                    | 1226                  | 79                    | 356                     | 23                      | 401                     | 26                      | 747                     | 49                      | 1560          |

| Зайняті  | Зайняті  | Зайняті | Зайняті | Зайняті | Зайняті | Безробітні | Безробітні | Безробітні | Безробітні | Безробітні | Безробітні | Все населення |
| Чоловіки | Чоловіки | Жінки   | Жінки   | Разом   | Разом   | Чоловіки   | Чоловіки   | Жінки      | Жінки      | Разом      | Разом      | 1560          |
| ос.      | %        | ос.     | %       | ос.     | %       | ос.        | %          | ос.        | %          | ос.        | %          | 1560          |
| -------- | -------- | ------- | ------- | ------- | ------- | ---------- | ---------- | ---------- | ---------- | ---------- | ---------- | ------------- |
| 102      | 17       | 107     | 17      | 209     | 34      | 28         | 4          | 43         | 7          | 71         | 12         | 1560          |

| Дорослі | Діти | Пенсіонери | Інваліди Німецько-радянської війни | Учасники бойових дій | Інваліди всіх груп і категорій | Люди, які обслуговуються служб. соц. допом. на дому | Неповні сім'ї | Діти з неповних сімей | Багатодітні сім'ї | Діти з багатодітних сімей | Діти-інваліди | Діти-сироти | Одинокі багатодітні матері |
| ------- | ---- | ---------- | ---------------------------------- | -------------------- | ------------------------------ | --------------------------------------------------- | ------------- | --------------------- | ----------------- | ------------------------- | ------------- | ----------- | -------------------------- |
| 1018    | 554  | 510        | 1                                  | 6                    | 98                             | 25                                                  | 19            | 21                    | 11                | 37                        | 12            | 8           | 1                          |

## Вибори
Станом на 2011 рік кількість виборців становила 1197 осіб.

## Склад ради
Рада складається з 16 депутатів та голови.
- Голова ради: Шеремета Галина Денисівна
- Секретар ради: Заєць Ольга Орестівна

### Керівний склад попередніх скликань
| Прізвище, ім'я, по батькові | Основні відомості                                                                           | Дата обрання | Дата звільнення |
| --------------------------- | ------------------------------------------------------------------------------------------- | ------------ | --------------- |
| Шеремета Галина Денисівна   | Сільський голова, 1968 року народження, освіта вища, Всеукраїнське об'єднання «Батьківщина» | 26.03.2006   | 31.10.2010      |
| Шеремета Галина Денисівна   | Сільський голова, 1968 року народження, освіта вища, Всеукраїнське об'єднання «Батьківщина» | 31.10.2010   |                 |

Примітка: таблиця складена за даними сайту Верховної Ради України

## Господарська діяльність
Основним видом господарської діяльності населених пунктів сільської ради є сільськогосподарське виробництво.

### Офіційні дані та нормативно-правові акти
- Паспорт Дубровицького району (станом на 1 січня 2011 року) (doc). Дубровицька районна рада. Архів оригіналу за 10 лютого 2015. Процитовано 16 жовтня 2019.